# Grammitis kyimbilensis
Grammitis kyimbilensis là một loài dương xỉ trong họ Polypodiaceae. Loài này được Brause Copel. mô tả khoa học đầu tiên năm 1952.